# نوا (بالا لاريجان)
نوا (بالفارسية: نوا) هي قرية تقع في إيران في قسم بالا لاریجان الريفي. يقدر عدد سكانها بـ 51 نسمة بحسب إحصاء 2016.